# Жил Мюлер
Жил Мюлер (на френски: Gilles Müller) е люксембургски тенисист.

## Биография
Жил Мюлер е роден на 9 май 1983 г. в Реканж сюр Мес, Люксембург.

## Кариера
Жил Мюлер е двукратен четвъртфиналист на сингъл на турнири от Големия шлем, което го прави най-успешния тенисист в историята на Люксембург. Печели две титли от ATP тураи, достига най-високо класиране в кариерата си на сингъл, като световен номер 21, на 31 юли 2017 г. Известен е със своя мощен сервис с лява ръка и умения на мрежата. След оттеглянето си Мюлер е назначен за капитан на отбора на Люксембург за Купа Дейвис.
Последният мач на Мюлер е през 2013 г. на Ролан Гарос, където той губи в първия кръг от Роберто Баутиста Агут. Завършва годината под номер 368 в световната ранглиста, отказва се, след като пропуска втората половина на сезона заради контузия в лакътя.

## Кариерна статистика

### ATP финали (2 титли; 8 финала)
|        | П–З | Година | Турнир                | Клас         | Настилка | Опонент             | Резултат                       |
| ------ | --- | ------ | --------------------- | ------------ | -------- | ------------------- | ------------------------------ |
| Загуба | 0–1 | 2004   | Вашингтон Оупън       | Международни | Твърда   | Лейтън Хюит         | 3–6, 4–6                       |
| Загуба | 0–2 | 2005   | Лос Анджелис Оупън    | Международни | Твърда   | Андре Агаси         | 4–6, 5–7                       |
| Загуба | 0–3 | 2012   | Атланта Оупън         | 250 серии    | Твърда   | Анди Родик          | 6–1, 6–7(2–7), 2–6             |
| Загуба | 0–4 | 2016   | Росмален Чемпиъншипс  | 250 серии    | Трева    | Никола Маю          | 4–6, 4–6                       |
| Загуба | 0–5 | 2016   | Зала на славата Оупън | 250 серии    | Трева    | Иво Карлович        | 7–6(7–2), 6–7(5–7), 6–7(12–14) |
| Победа | 1–5 | 2017   | Сидни Интернешънъл    | 250 серии    | Твърда   | Дан Еванс           | 7–6(7–5), 6–2                  |
| Загуба | 1–6 | 2017   | Ещорил Оупън          | 250 серии    | Клей     | Пабло Каренио Буста | 2–6, 6–7(5–7)                  |
| Победа | 2–6 | 2017   | Росмален Чемпиъншипс  | 250 серии    | Трева    | Иво Карлович        | 7–6(7–5), 7–6(7–4)             |